# Esteban Crespo
Esteban Crespo García (Madrid, España, 10 de junio de 1971) es un guionista y director de cine español.

## Biografía
Inició su trayectoria como realizador en el mundo del documental, realizando numerosos trabajos para la televisión. Más tarde, pasó a ser asesor de contenidos y analista de programas infantiles en TVE. Compaginó estos trabajos con la dirección de los cortometrajes Siempre quise trabajar en una fábrica, Amar, Fin y Lala, nominado como Mejor Cortometraje de Ficción en los Premios Goya 2010, y "Nadie tiene la culpa", Premio del Jurado en el Festival Internacional de Cine de Montreal en 2011.
Su último corto, Aquel no era yo, ganó el Premio Goya 2013 a Mejor Cortometraje de Ficción y ha recibido hasta la fecha más de 90 premios nacionales e internacionales. El 16 de enero de 2014 se anunció su candidatura al Oscar al Mejor Cortometraje de Ficción.
Esteban Crespo es miembro de la Plataforma de nuevos realizadores, codirector de la revista digital "todo-historias.com", y los seis cortometrajes de ficción que ha dirigido han recibido más de 200 premios nacionales e internacionales.
En 2016, comenzó el rodaje de su primer largometraje.

### Carrera cinematográfica
En 2017 ha estrenado su primer largometraje, Amar.

## Filmografía como director

### Cortometrajes
- 2003 - Beneficiarios
- 2004 - Siempre quise trabajar en una fábrica
- 2006 - Fin
- 2006 - Amar
- 2009 - Lala
- 2011 - Nadie tiene la culpa
- 2012 - Aquel no era yo
- 2014 - La Propina

### Largometrajes
- 2017 - Amar
- 2020 - Black Beach

## Premios y distinciones
Premios Óscar
| Año  | Categoría                     | Película        | Resultado |
| ---- | ----------------------------- | --------------- | --------- |
| 2014 | Mejor Cortometraje de Ficción | Aquel no era yo | Nominado  |

Premios Goya
| Año  | Categoría                     | Película        | Resultado |
| ---- | ----------------------------- | --------------- | --------- |
| 2009 | Mejor Cortometraje de Ficción | Lala            | Nominado  |
| 2012 | Mejor Cortometraje de Ficción | Aquel no era yo | Ganador   |

### Otros premios
- Aquel no era yo ha recibido más de 100 premios internacionales. Cabe destacar el Goya a Mejor Cortometraje de Ficción en 2013 y la Nominación al Oscar a Mejor Cortometraje de Acción Real en 2014.

- Su corto Lala recibió los siguientes premios:

22 Semana de Cine de Medina del Campo 2009 (Valladolid, España): PRIMER PREMIO - “ROEL DE ORO”
VII Festival de Cine de Ponferrada (León): PRIMER PREMIO
V Festival Internacional CUENTOMETRAJE 09 (Tenerife): PRIMER PREMIO
ACTUAL 2010 (Logroño, La Rioja): PRIMER PREMIO - “GUINDILLA”
XXI Festival de cine de L`Alfás del Pi (Alicante): TERCER PREMIO
15.º Concurso de Cortometrages Ciutat de Valls (Tarragona): PREMIO ESPECIAL DEL JURADO
XXI Festival de Cortometrajes de Aguilar de Campoo (Castilla y León): “GALLETA DE ORO”- MEJOR CORTOMETRAJE RODADO CASTILLA Y LEÓN
16.º Festival de Ciudad Real.09 (Ciudad Real): PREMIO DEL PÚBLICO
V Festival Paradiso de Barrax (Albacete): PREMIO DEL PÚBLICO
XXI Festival de Cortometrajes de Aguilar de Campoo (Castilla y León): MEJOR DIRECTOR
XXI Festival de cine de L`Alfás del Pi (Alicante): MEJOR DIRECTOR
CORTOGENIA 09 (Madrid, España): MEJOR DIRECTOR
XLL Festival de cine “Ciudad de Astorga”: MEJOR DIRECTOR CASTILLA Y LEÓN
V Festival de Cine de Alicante (España): MEJOR INTERPRETACIÓN MASCULINA (Gustavo Salmerón)
XVII Festival Internacional del Cortometraje de Santiago FESANCOR (Chile): MEJOR MONTAJE (Vanessa L. Marimbert)
CORTOGENIA 09 (Madrid, España): MEJOR MONTAJE (Vanessa L. Marimbert)
CORTOGENIA 09 (Madrid, España): MEJOR GUION
XII Edición Festival Internacional de Cortometrajes La Boca del Lobo (Madrid): MEJOR GUION
I Certamen de Cortos "Luis Gonzaga" (Madrid, España): MENCIÓN ESPECIAL (Mejor Cortometraje)
- Su corto Amar recibió los siguientes premios:

Corta! Porto International Short Film Festival 2006 (PORTUGAL): PRIMER PREMIO (“Big Award”)
37th Short film festival of Kvarner (CROACIA): PRIMER PREMIO (“Grand Prix”)
Sección Oficial de Cine del Certamen de Cine y Vídeo Joven de Irún: PRIMER PREMIO CINE
Curt Ficcions 2006. (Barcelona, Madrid, Málaga, Albacete…): PREMIO DEL JURADO
15 Festival de Cortometrajes de Madrid (PLATAFORMA NUEVOS REALIZADORES): PREMIO AL MEJOR CORTOMETRAJE (Miembro de la PNR), PREMIO A LA MEJOR INTERPRETACIÓN (Alberto Ferreiro y Aida Folch)
4. ULRICH-SCHIEGG-FILMFESTIVAL (ALEMANIA): SEGUNDO PREMIO
VIII Concurso Iberoamericano de Cortometrajes Versión Española/SGAE: PREMIO A LA MEJOR INTERPRETACIÓN MASCULINA (Alberto Ferreiro)
FESTIVAL DE CINE DE L´ALFÀS DEL PI 2006: PREMIO A LA MEJOR INTERPRETACIÓN MASCULINA (Alberto Ferreiro)
VII Festival Internacional de Benicassim (FIB): PREMIO A LA MEJOR INTERPRETACIÓN MASCULINA (Alberto Ferreiro)
Concorto Film Festival 2006 (ITALIA): PREMIO A LA MEJOR INTERPRETACIÓN FEMENINA (Aida Folch)
III Festival de Cortometrajes Palafilms de Palafolls: PREMIO A LA MEJOR INTERPRETACIÓN MASCULINA (Alberto Ferreiro) y PREMIO A LA MEJOR DIRECCIÓN (Esteban Crespo)
Amorincorto Short Film Competition (Terni, ITALIA): PREMIO A LA MEJOR INTERPRETACIÓN (Aida Folch y Alberto Ferreiro)
Fano International Film 2006 (ITALIA): MECIÓN ESPECIAL DEL JURADO
40TH WORLDFEST HOUSTON (Estados Unidos): SILVER REMI ON INDEPENDENT SHORT DRAMATIC ORIGINAL
- Su corto Fin recibió los siguientes premios:

Ko Digital – Festival Intl. de Cinema Digital de Sant Sadurní: MEJOR FOTOGRAFÍA, MENCIÓN ESPECIAL AL MEJOR CORTOMETRAJE y MENCIÓN ESPECIAL A LA MEJOR ACTRIZ (Amparo Soto)
- Su corto Siempre quise trabajar en una fábrica recibió los siguientes premios:

Curt Ficcions 2005 (Barcelona, Madrid, Vitoria, La Coruña): PREMIO CURT FICCIONS (mejor cortometraje)
X Certamen de Creación Audiovisual de Cabra (Córdoba): PRIMER PREMIO
FASCURT´05 (El Masnou, Barcelona): PRIMER PREMIO
IV Festival de Cortometrajes Radio City (Valencia): PRIMER PREMIO
V Festival de Cortos Morón de la Frontera (Sevilla): PRIMER PREMIO
Manchester Film Festival (INGLATERRA): MEJOR CORTOMETRAJE EUROPEO -EUROPEAN FOCUS
Magma Festival International (Acireale, ITALIA): PREMIO ESPECIAL "LORENZO VECCHIO"
XIV Festival Internacional de Palencia 2005: MEJOR DIRECTOR
XVII Semana de Cine de Medina del Campo 2005: MEJOR GUION
XII CAPALBIO CINEMA INTERNATIONAL SHORT FILM FESTIVAL (ITALIA): MEJOR FOTOGRAFÍA
56.ª Mostra Internazionale del cortometraggio. Montecatini Terme (ITALIA): MENCIÓN ESPECIAL DEL JURADO
IV Festival Internacional de Cortometrajes "ALMERÍA EN CORTO 05": MENCIÓN ESPECIAL DEL JURADO